# Turanium johannis
Turanium johannis là một loài bọ cánh cứng trong họ Cerambycidae.